# Tratado de Paz de Moscú

Territorios cedidos a la Unión Soviética por Finlandia en 1940.

El Tratado de Paz de Moscú fue firmado por Finlandia y la Unión Soviética el 12 de marzo de 1940, y fue ratificado el 21 de marzo. Marcó el final de los 105 días de la guerra de Invierno, que enfrentó a ambos países. El tratado fue firmado por Viacheslav Mólotov, Andréi Zhdánov y Aleksandr Vasilevski por la Unión Soviética, y por Risto Heikki Ryti, Juho Kusti Paasikivi, Rudolf Walden y Väinö Voionmaa por Finlandia. Las duras sanciones impuestas a Finlandia en este tratado han sido consideradas como antecedentes de la Guerra de Continuación, que se produjo aproximadamente un año después.  

## Antecedentes
El Gobierno finlandés recibió las primeras tentativas de condiciones de paz de la Unión Soviética (a través de Estocolmo) el 29 de enero. Hasta entonces, el Ejército Rojo había luchado para ocupar toda Finlandia. En este punto, el Gobierno soviético estaba dispuesto a moderar sus reclamos. Las demandas eran que Finlandia tenía que ceder el istmo de Carelia, incluyendo la ciudad de Víborg, y la costa de Finlandia del lago Ládoga. La península de Hanko iba a ser arrendada a la Unión Soviética durante 30 años.
Finlandia rechazó estas demandas y, en cambio, intensificó las peticiones a Suecia, Francia y el Reino Unido por apoyo militar de tropas regulares. A pesar de que Finlandia, a largo plazo, no tenía ninguna oportunidad contra un país de cincuenta veces su tamaño, los informes de la parte delantera aún mantenía la esperanza de Finlandia, anticipando una intervención de la Sociedad de Naciones. Las señales positivas, sin embargo inconstantes, de Francia y Reino Unido, y las expectativas más realistas de las tropas de Suecia, hicieron que los planes y preparativos se habían hecho a lo largo de la década de 1930, otras razones para Finlandia no precipitarse en las negociaciones de paz. (Véase el apoyo extranjero)
En febrero de 1940, el comandante en jefe Carl Gustaf Emil Mannerheim de Finlandia, expresó su pesimismo sobre la situación militar, que llevó al Gobierno a iniciar negociaciones de paz el 29 de febrero, el mismo día que el Ejército Rojo inició un ataque contra Víborg.

## La severa paz
El 6 de marzo, una delegación de Finlandia encabezada por el primer ministro Risto Heikki Ryti viajó a Moscú. Durante las negociaciones, el Ejército Rojo rompió las líneas de defensa finlandesas en torno a Tali y estaban cerca de los alrededores de Viipuri.
El Acuerdo de Paz fue firmado en la tarde del 12 de marzo, hora de Moscú, es decir, una hora después el 13 de marzo, tiempo de Finlandia. El protocolo anexo al Tratado estipula que la lucha debe terminar al mediodía, tiempo de Leningrado (11:00 hora finlandesa), y la lucha continuó hasta ese momento.
Finlandia se vio obligada a ceder casi toda Karelia Finlandesa (con el centro industrial de Finlandia, incluyendo Výborg / Viipuri, la segunda ciudad más grande de Finlandia, Käkisalmi, Sortavala, Suojärvi y el conjunto de la bahía de Viipuri, con sus islas, en total, casi el 10 % del territorio), a pesar de que gran parte se llevaron a cabo todavía por el ejército de Finlandia. Las tropas militares y civiles restantes fueron evacuados a toda prisa al interior de la nueva frontera. 422 000 carelios, el 12 % de la población de Finlandia, perdieron sus hogares.
Curiosamente, también había una zona que los rusos capturaron durante la guerra, que permanecía en manos de Finlandia de acuerdo con el Tratado de Paz: Petsamo. Sin embargo, en el tratado de paz también se estipulaba que Finlandia concedía el libre paso de civiles soviéticos a través de Petsamo a Noruega.
Finlandia también tuvo que ceder una parte de la zona de Salla, la parte finlandesa de la península Kalastajansaarento (Rybachi) en el mar de Barents, y, en el golfo de Finlandia, a las islas de Suursaari, Tytärsaari, Lavansaari (ahora isla Moshchny о Мощный.) Peninsaari (ahora isla Maly о Малый) y Seiskari. Finalmente, la península de Hanko fue arrendada a la Unión Soviética como una base naval por 30 años a una renta anual de 8 millones de marcos.
Contrariamente a la creencia común, los derechos de transferencia de las tropas soviéticas en tren a la base de Hanko no se les concedió en el tratado de paz, sino que se exige primero el 9 de julio, después de que Suecia había reconocido el tránsito de trenes de tropas de la Wehrmacht a la Noruega ocupada.
Las demandas adicionales eran que todo el equipo y sus instalaciones en los territorios cedidos serían entregados. Así, Finlandia tuvo que ceder más de 75 locomotoras, 2000 vagones de ferrocarril, una serie de automóviles, camiones y barcos. El área industrial Enso, que estaba claramente en el lado finlandés de la frontera, ya que se elaboró en el tratado de paz, también fue pronto añadido a las pérdidas de territorio finlandés y también sus equipos.
La nueva frontera no fue arbitraria desde el punto de vista soviético:
- Antes de la guerra, Finlandia había sido una importante productora de pulpa de alta calidad, que fue una importante materia prima para los explosivos. Incluyendo las fábricas de Enso, la Unión Soviética capturó el 80 % de la capacidad de producción de Finlandia.

- Finlandia tuvo que ceder un tercio de sus construcciones productoras de energía hidroeléctrica, principalmente en forma de centrales hidroeléctricas en el río Vuoksi, que era muy necesaria en Leningrado, donde la industria sufrió una escasez de 20 % de la electricidad.

- La ubicación de la nueva frontera fue coherente con la doctrina soviética de defensa, que prevé llevar la lucha a suelo enemigo a través de contraataques y ataques preventivos. Según esta doctrina, la frontera ideal no debe permitir que el enemigo tenga barreras naturales defendibles, de modo que en lugar de correr a través de lugares como la frontera natural de la bahía de Viipuri o la región del pantano en el istmo entre el lago Saimaa y lago Ládoga, la nueva frontera corría al lado occidental de los lagos. Sin embargo, esas posiciones eran también muy fácil de rodear a un enemigo ofensivo del Ejército Rojo, que pronto iba a ser demostrado.

Los finlandeses se sorprendieron por las condiciones de esta severa paz. Parecía como si se perdió más en la paz que en la guerra, y las pérdidas fueron, de muchas maneras, algunas de las partes más valiosas de Finlandia:
- Grandes partes de la región más poblada del sur de Finlandia habían sido conectadas con el mundo a través del sistema del canal de Saimaa, que ahora se cortó en Výborg, donde se conecta con el golfo de Finlandia.
- La parte sur de la zona perdió el corazón industrial de Finlandia.
- Karelia es considerada el corazón y el origen de la cultura finlandesa. Antes de la guerra de Invierno, la soberanía soviética sobre la parte principal de Karelia, y las atrocidades estalinistas que ocurrían allí, habían sido una importante fuente de dolor para muchos finlandeses. Bajo los términos del tratado, el resto de Karelia también se perdió. Esto dio inicio al asunto de Karelia.

La simpatía de la opinión pública mundial pareció haber sido de poco valor. Una decepción cierta se convirtió en una característica común en vista de los finlandeses de otras naciones, no menos importante de los suecos, que había ofrecido abundante simpatía, pero no cumplieron con sus obligaciones de prestar apoyo militar a Finlandia.
Para bien o para mal, las duras condiciones de los finlandeses inclinaron a buscar el apoyo de los nazis, e hizo que muchos considerasen la venganza finlandesa como justificada. Al final, esto podría haber sido una condición necesaria para la supervivencia de Finlandia en la Guerra Mundial.
Solo un año después, en junio de 1941, se reanudaron las hostilidades en la guerra de Continuación.